# 汪璧
汪璧（1461年—？），字叔完，河南汝寧府光州商城縣人，軍籍，明朝政治人物。

## 生平
河南鄉試第二十八名舉人。弘治九年（1496年）中式丙辰科會試第十六名，二甲第六十七名進士。官監察御史。

## 家族
曾祖汪世奇；祖父汪漢；父汪仲良，母洪氏。永感下。兄汪奎。